# Comuna Bale, Istria
Bale este o comună în cantonul Istria, Croația, având o populație de 1.127 de locuitori (2011).

## Demografie
Componența etnică a comunei Bale
     Croați (61,22%)
     Italieni (23,07%)
     Bosniaci (2,93%)
     Necunoscut (1,6%)
     Neclasificat (10,12%)
Componența confesională a comunei Bale
     Catolici (85,45%)
     Fără religie și atei (4,97%)
     Musulmani (3,64%)
     Agnostici și sceptici (1,42%)
     Necunoscută (3,28%)
     Alte religii (1,24%)
Conform recensământului din 2011, comuna Bale avea 1.127 de locuitori. Din punct de vedere etnic, majoritatea locuitorilor (61,22%) erau croați, existând și minorități de italieni (23,07%), afiliați religios (7,45%) și bosniaci (2,93%). Apartenența etnică nu este cunoscută în cazul a 1,6% din locuitori. Din punct de vedere confesional, majoritatea locuitorilor (85,45%) erau catolici, existând și minorități de persoane fără religie și atei (4,97%), musulmani (3,64%) și agnostici și sceptici (1,42%). Pentru 3,28% din locuitori nu este cunoscută apartenența confesională.